# John Kilian
John Kilian (în germană Johann Kilian, în sorabă de sus Jan Kilian, n. 22 martie 1811, Döhlen/Delany⁠(d), Kubschütz, Saxonia, Germania – d. 12 septembrie 1884, Serbin, Comitatul Lee, Texas, Texas, SUA) a fost un pastor luteran și conducător al coloniei din 1854 cunoscută sub numele de Sorabii din Texas (în engleză Wends of Texas).

## Context

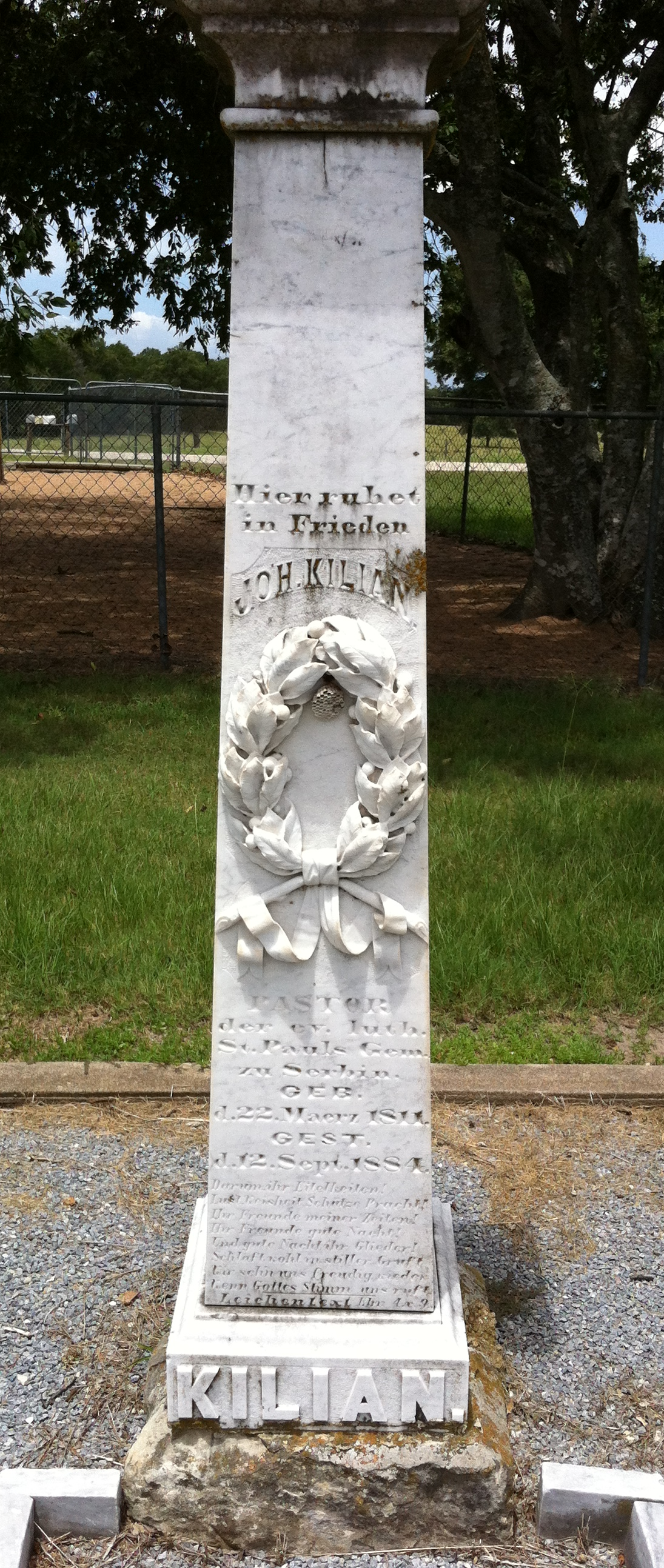
Mormântul lui Kilian din Serbin, în germană.

John Kilian s-a născut în Doehlen, în Regatul Saxoniei. După ce a urmat școala la Rachlau și la Bautzen, a studiat teologia la Universitatea din Leipzig. El a fost pastor în Hochkirch (parohia sa de origine) în perioada 1834-1837. Din cauza morții unchiului său, a ajuns pastor în Kotitz. În 1848, a devenit pastor în Weigersdorf, Prusia. El a respins „creșterea raționalismului” în rândul clerului, cerând o întoarcere la Scriptură ca singura autoritate, traducând o serie de elemente din germană în limba sorabă.

## Colonia din Texas
În anul 1854, aproximativ 558 de luterani sorabi (Wendish) din congregațiile lui Kilian din Prusia și din Saxonia l-au chemat să-i conducă în Texas. Mulți oameni din congregația lui Kilian erau nemulțumiți de filosofia raționalismului răspândită prin Europa. Unii au privit raționalismul ca o încercare de a înlocui religia cu știința. Odată cu creșterea nemulțumirii religioase, greutățile economice și dorința lui Kilian de a fi misionar într-o țară străină, au făcut ca acesta să-i aducă pe enoriașii săi în Galveston, Texas și, în cele din urmă, s-a stabilit la 55 de mile est de Austin, în comitatul Lee din Texas.
La 25 martie 1854, la Dauban a fost organizată o nouă congregație luterană, pentru a deveni piatra de temelie a unei mari emigrații de sorabi (Wendish). Reverendul Kilian a fost numit pastor. Această mișcare a condus la înființarea unei colonii denumită Low Pin Oak, care a fost ulterior redenumită Serbin. Unul dintre primele acte realizate de Rev. Kilian a fost acela de a adera la Biserica Luterană - Sinodul Missouri (în engleză Lutheran Church–Missouri Synod). Biserica luterană a Sfântului Paul din Serbin a devenit prima dintre numeroasele biserici din Sinodul Missouri din Texas și a avut singura școală de limbă sorabă din America.

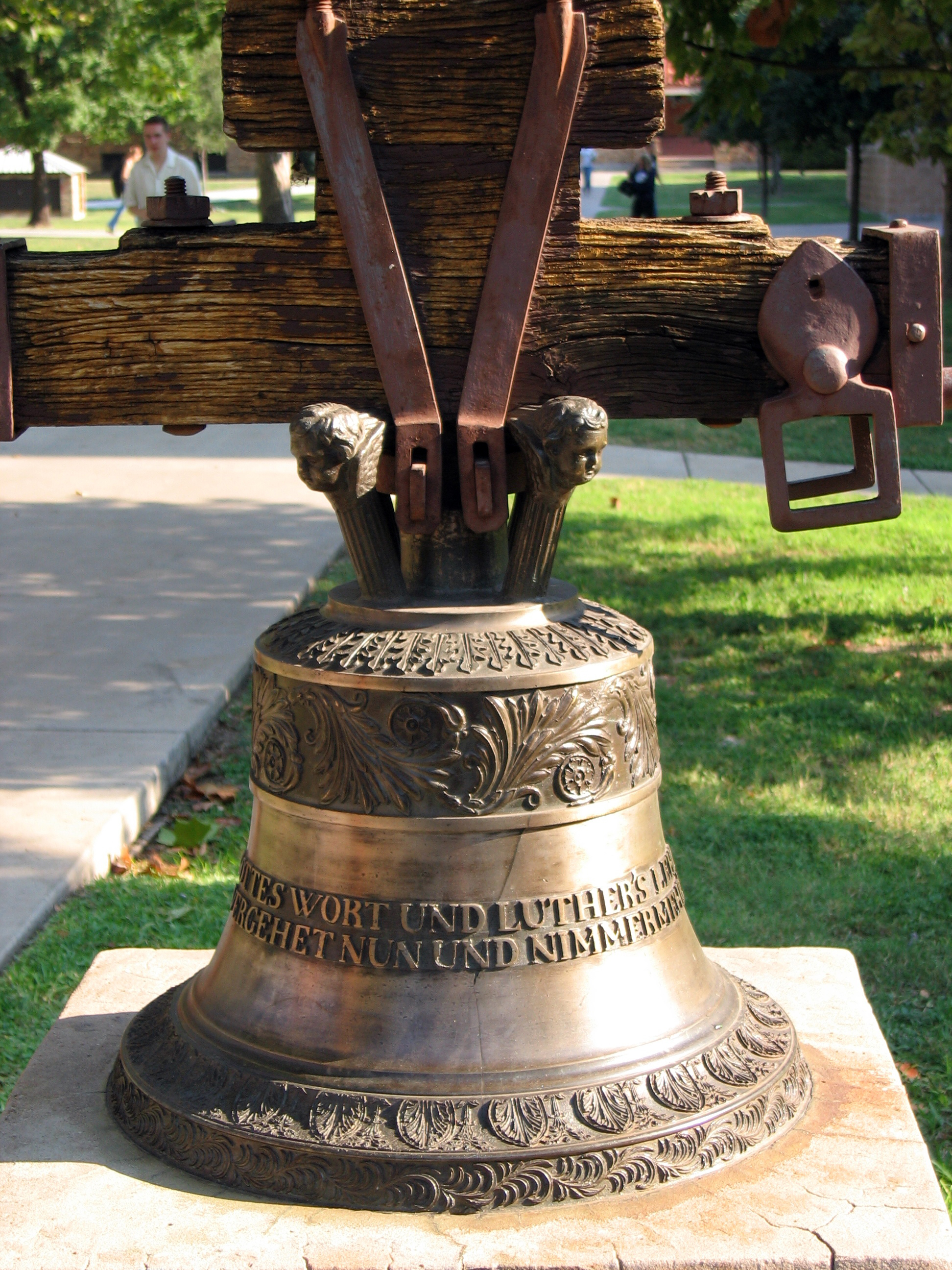
Clopotul Wendish din Texas

## Universitatea Concordia din Texas
Moștenirea lui John Kilian este evidentă în campusul Universității Concordia din Texas unde se află Drumul Kilian și clopotul de peste 150 de ani la intrarea în clădirea A, clopot pe care Kilian și urmașii săi l-au adus în călătoria lor spre Texas. În campusul vechi, prima clădire a universității a fost numită Kilian Hall.

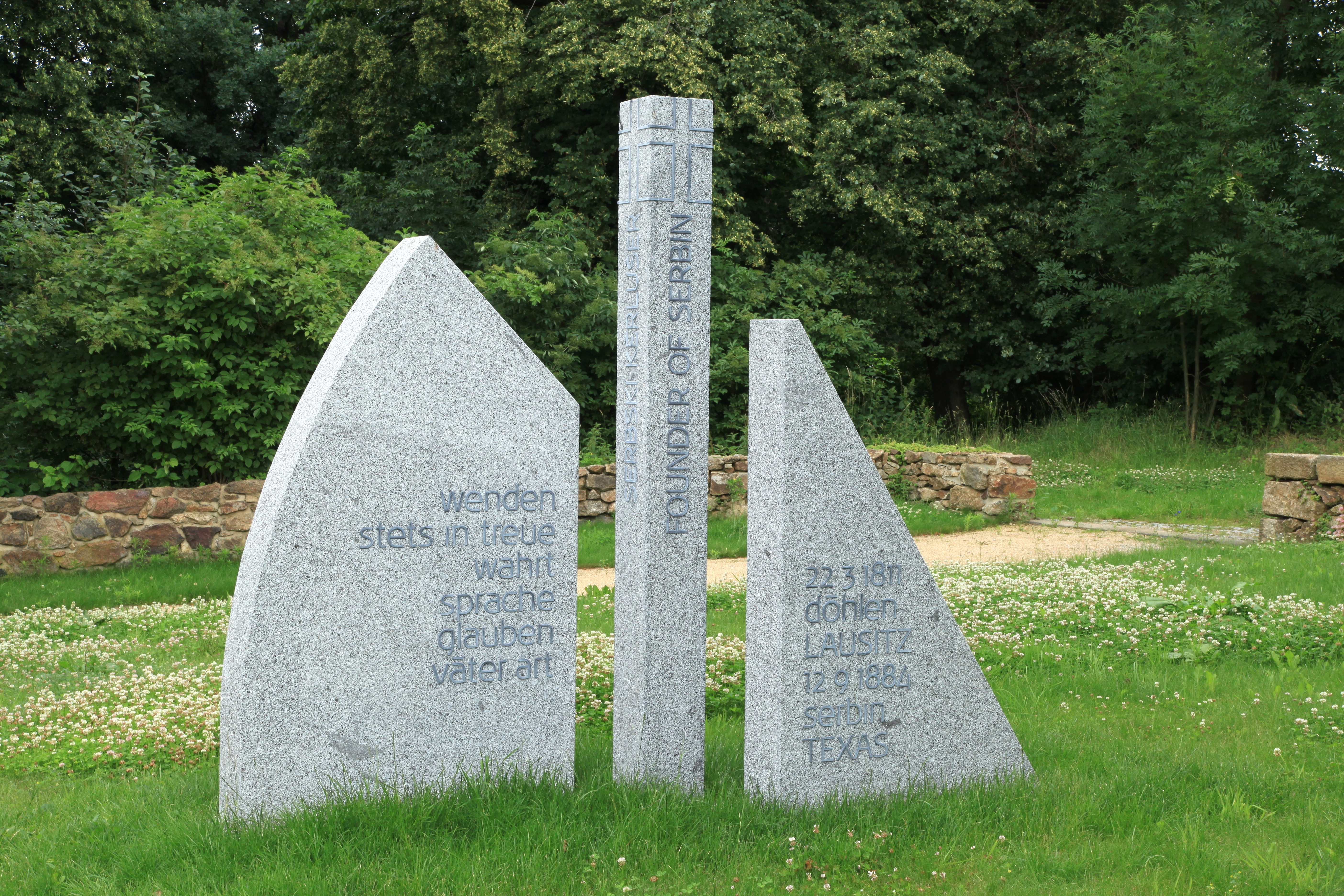
Monumentul lui Kilian din Germania, care amintește de nava care l-a dus pe el și alte 600 de persoane în America

## Lucrări selectate
- Baptismal Records Of St. Paul Lutheran Church, Serbin, Texas 1854-1883

## Alte surse
- Blasig, Anne. The Wends of Texas (The Naylor Company. San Antonio, Texas. 1957)
- Cravens, Craig and David Zersen, editors. Transcontinental Encounters: Central Europe Meets the American Heartland (Austin, TX: Concordia University Press, 2005)
- Grider, Sylvia.  The Wendish Texans (The University of Texas Institute of Texan Cultures. San Antonio, Texas. 1982)
- Malinkowa, Trudla. Shores of Hope: Wends Go Overseas (Austin: Concordia University Press, 2009)
- Nielsen, George.  In Search of Home, Nineteenth-Century Wendish Immigration (College Station: Texas A & M University Press.1989)
- Malinkowa, Trudla, ed. 2014. Jan Kilian (1811–1884). Pastor, Poet, Emigrant. Sammelband der internationalen Konferenz zum 200. Geburtstag des lutherischen Geistlichen, Bautzen, 23.–24. September 2011. Papers of the International Conference on the Occasion of the 200th Birthday of the Lutheran Minister, Bautzen, 23–24 September 2011. [each chapter in both German & English] Bautzen: Domowina Verlag.
- Wukasch, Charles. A Rock Against Alien Waves: A History of the Wends Second Edition (Austin: Concordia University Press, 2008)
- Zersen, David. An Exciting Find in a Wendish Vault in Texas. Concordia Historical Institute Quarterly. Fall 2012.
- Zersen, David, ed. The Poetry and Music of Jan Kilian (Austin: Concordia University Press, 2011)
- Zersen, David, "An Isolated Texas Lutheran Scholar Living in Hope." Concordia Historical Institute Quarterly. Summer 2018.